# Фазлагич, Мухамед
Мухаме́д Фазла́гич (босн. Muhamed Fazlagić; р. 17 апреля 1967) — боснийский певец и музыкант. Фронтмен сараевской группы «Fazla», впервые представлявшей Боснию и Герцеговину на конкурсе песни Евровидение в 1993 году в Ирландии с композицией «Sva bol svijeta». Босния и Герцеговина тогда заняла 16-е место из 25, получив 27 очков.
В том же году выходит альбом группы «Fazla» с тем же названием — «Sva bol svijeta». В работе над альбомом приняли участие боснийские музыканты Дино Мерлин и Хари Варешанович (лидер группы «Hari Mata Hari»). Тексты к композициям написали поэт-песенник Фахрудин Пецикоза и Дино Мерлин, музыку — Дино Мерлин и Хари Варешанович.
Помимо своего музыкального таланта Фазлагич развивал и спортивный: поиграв два года в дублирующем составе футбольного клуба «Сараево», а потом — и в основном, но уже в «Босне», он пробует себя в роли тренера. В американском городе Луисвилл, в штате Кентукки он основывает и тренирует футбольный клуб «United».
В 2000 году Фазлагич получил степень бакалавра в Sullivan University, в 2003 — магистра в области бизнес-администрирования в Kentucky State University (Кентукки, США).
После почти десятилетнего отсутствия на музыкальной сцене, в 2006 году Фазлагич выпускает сингл «Zelena rijeka», а в 2008 — одноимённый альбом.

## Дискография
- 1993 — «Sva bol svijeta» (сингл)
- 1993 — «Sva bol svijeta» (альбом)
- 2006 — «Zelena rijeka» (сингл)
- 2008 — «Zelena rijeka» (альбом)